# SEE THROUGH
『SEE THROUGH』（しー・するー）は、1984年11月21日に発売されたラッツ&スターの2枚目（シャネルズ時代から通算すると7枚目）のオリジナル・アルバム。規格品番はLP 28・3H-154,CT 28・6H-128,CD 32・8H-26。

## 解説
- キーボード（ピアノ）担当の山崎廣明とベース担当の高橋進が脱退、メンバーが8人になってから初めて発売されたアルバム。ロック色を強め、前作より更にドゥーワップというジャンルにとらわれない内容になっている。
- 後藤次利が音楽プロデュースを担当。
- 本作より田代マサシがバリトンボーカルからテナーボーカルにクレジットが変更された。また、リードボーカルの曲はファルセットボイスで歌っている。
- 作詞家の売野雅勇はシャネルズ時代から長年、麻生麗ニ名義で彼らに作詞を提供してきたが本作では初めて売野雅勇名義で提供している。
- 1995年にCD選書にて復刻された。現在廃盤。

## 収録曲
- 作詞：田代マサシ／作曲：鈴木雅之／編曲：後藤次利（特記以外）

1. 夢のディスコティック
2. 乙女座の二人
3. Just Loving Woman
4. サマーナイト・トレイン
  - 作詞：売野雅勇／作曲：後藤次利
  - シングル候補曲の一つだった。
  - 1996年発売のベスト・アルバム『BACK TO THE BASIC〜The Very Best of RATS&STAR〜』に収録されているが、本作とは若干歌詞が異なる。
5. グラマーGuy
  - 作詞：売野雅勇／作曲：井上大輔／編曲：井上大輔・村松邦男
  - 5枚目の（シャネルズ時代から通算すると14枚目の）シングルのアルバムバージョン。
  - 日本初のスクラッチやラップを取り入れた曲（本作のバージョンはラップ部分がカットされている）。
6. 唇にナイフ
  - 作詞：売野雅勇／作曲：後藤次利／編曲：後藤次利・中村哲
  - 6枚目の（シャネルズ時代から通算すると15枚目の）シングル。
7. フィルムシティ物語
  - 作詞：売野雅勇／作曲：井上大輔
  - リードボーカルは佐藤・桑野。
8. Lifeシアター
  - 作詞：田代マサシ／作曲：鈴木雅之
  - リードボーカルは鈴木・田代・佐藤・桑野の4人。
9. You Can Win
  - 作詞：田代マサシ／作曲：鈴木雅之
  - リードボーカルは田代マサシ。
10. ブギウギBaby
  - 作詞：売野雅勇／作曲：後藤次利